# ホテルニュージャパン
ホテルニュージャパン（英: Hotel New Japan）は、東京都千代田区永田町（赤坂見附）にかつて存在したホテルである。株式会社ホテルニュージャパンによって運営されていた。
1982年（昭和57年）2月8日未明に発生したホテルニュージャパン火災を機に閉鎖され廃業。運営会社自体は1990年代までは敷地内で月極駐車場を経営していた。

## 歴史

### 開業まで
ホテルの敷地は赤坂見附交差点至近、外堀通りと日比谷高校の間にある。
当地はかつて日本料理店「幸楽」があった場所である。1929年（昭和4年）、佐藤幸吉の経営で雨宮家の別邸跡に開業した幸楽は、1936年の二・二六事件の際に部隊が立ち寄った場所としても知られている。戦時中、撃墜されたB-29が直撃、大破全焼している。
藤山愛一郎率いる藤山コンツェルンが設立母体となり、当初は高級レジデンス（アパートメントとも称された）として着工した。だが、その後、1964年東京オリンピックの開催や、高度経済成長期に急増した宴会等のコンベンションの需要の増加を当て込み、建物の北側を除く2/3の部分をホテルに用途変更して、1960年3月22日に開業した。

### 都市型多機能ホテル
ホテルの特徴として
- 大中小14の宴会場と舞台付100畳敷の広間（通常は日本料理店）
- ホテル部と旅館部の2種業態併存
- 充実した料飲施設
- ショッピングアーケード
- 高級レジデンス

と多様なニーズに対応した点があげられる。その他にもサルタン風呂、美容室なども備わり、後に開業する大阪ロイヤルホテル（現在の大阪リーガロイヤルホテル）、ホテルニューオータニに先駆けた都市型多機能ホテルであった。また、日本初のトロピカルレストランである「ポリネシアン」は同ホテルの1階に存在した。
TBSとNET（日本教育テレビ、現:テレビ朝日）、国会議事堂から近い立地のため、市川雷蔵が1962年3月27日（火曜日）に結婚披露宴を挙げるなど、政財界・芸能界の利用も多かった。また自由民主党藤山派の拠点のほか、松野頼三も事務所を構えるなど、政局報道のたびに同ホテルが舞台となることも多かった。その他1968年にモンキーズ、1970年にスコット・ウォーカーが来日公演を行った時の宿泊地にもなっていた。
だが、同じく1960年代に開業したホテルニューオータニ、ホテルオークラ東京、同じ永田町二丁目の東京ヒルトンホテル（後のキャピトル東急ホテル（旧）現ザ・キャピトルホテル 東急）、赤坂東急ホテルなどと比較して経営ノウハウや設備面などで見劣りすることから、経営面では苦戦を強いられた。特にホテルの建設時に軟弱な地盤への対策で費用がかかったため莫大な借入金の負担がのしかかり、開業時から赤字決算も続いていた。
敷地の地下（ホテル1階とは連絡していないためフロアではない）には高級ナイトクラブ「ニューラテンクォーター」があり、こちらも豪勢ではあったものの、1960年代後半から既に流行や時代の波に取り残されていた。1963年に力道山が村田勝志に刺された事件（後に死去）が発生している。ナイトクラブ自体はホテルニュージャパンとは別営業であり、ホテルが火災に遭い廃業となった後も1989年まで営業を続けていた。

### 買収と火災

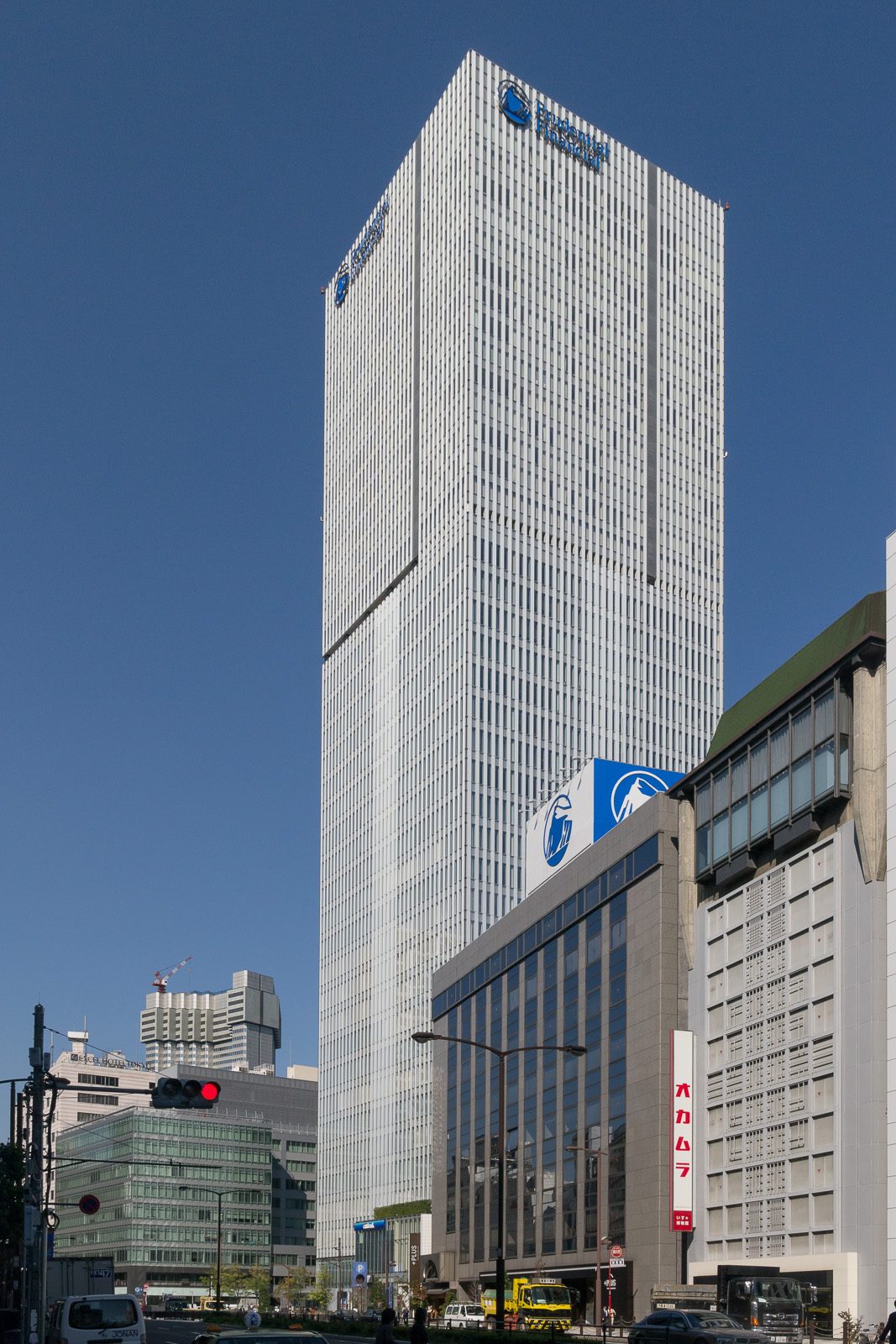
跡地に建設されたプルデンシャルタワー

ホテルは1970年代に入ると、藤山愛一郎が政界進出で資金流出が続いた点や、新規事業等の不振から藤山コンツェルンが衰退したことから、様々な再建策が模索され始めた。一時はホテル業界進出を当時検討していた全日空が買収する案があったが、レジデンス部分の扱いで折り合いがつかず進まなかった。
こうした結果、愛一郎の長男・藤山覚一郎（大日本製糖社長）に懇請された大日本製糖の大株主の横井英樹率いる東洋郵船が、ホテル業界進出も狙って買収することを決め、横井自ら社長に就任して経営にあたることとなった。
ホテル経営については完全な素人で、企業経営についても知見の無い横井の「経営方針」は、人員の整理や経費削減といった法をも無視した徹底した合理化策であった。このため安全対策予算が削られ、館内のスプリンクラーは作動しないまま、消防設備・館内緊急放送回路も故障したまま放置し、国内で起きた火災史上最悪となる118人の犠牲者を出した「大阪千日デパート火災」を教訓として1974年に改正された消防法に基づき、東京消防庁麹町消防署より再三にわたり「館内防火管理体制を改善する」よう指導されていたが、横井は予算不足を理由に無視し続けていた。
それまで加湿など集中冷暖房で対応していた空調も削減対象になり、加湿機能を削減し管理されるようになった。ただし、宴会場やロビーにはシャンデリアやフランス製の古家具を置くなど表面上は豪華さを演出する方策もとられた。
結果として、1982年2月8日、貧弱な防火設備と疲弊した労働環境による従業員の対応不全により、宿泊客の火の不始末を原因とした火災によって、ホテルニュージャパンは死者33人を出す大惨事に見舞われてしまう。

### 火災後
火災後、東京都より営業禁止処分を受け、ホテルは廃業した。横井に対して多額の貸付を行っていた千代田生命保険が、貸付金の担保であったこのホテルを競売により売却することで資金の回収を図ろうとした。しかし、火災等の曰く付きの土地を購入しようという投資家は見当たらず、千代田生命が自己落札し自ら敷地を保有することとなった。
その間、都心部でも一際恵まれた好立地でありながら、廃墟のまま放置され続けていたが、火災から14年後の1996年になってようやく建物は解体された。跡地は千代田生命が再開発事業に着手したものの、千代田生命自体が2000年10月に経営破綻する。その後、プルデンシャル生命がこの土地と建設途中のビルを買収し、森ビルと共同で建設を進め、オフィスと賃貸住宅から成る「プルデンシャルタワー」として2002年12月16日に完成した。

## 建物
建物は、大隈講堂の設計者（佐藤功一と共同設計）であり建築音響学の権威として知られた佐藤武夫が設計した。全体の平面構成は、120度の角度で接続する大きな「Y字型」(昭和30年代に流行したスターハウス形式）を中心に、さらにその先端にやはり角度120度で同じ奥行きの「Y字型」の枝が接続するという、いわばフラクタル構造の形をした建築であった。これは全室から景色が見られるよう意図したものであるが、その結果まるで迷路のような内部空間となってしまい、後の火災発生時にも避難を困難にした原因のひとつともなった。これには最初同ホテルが高級レジデンスとして計画された影響も大きかった。急な用途変更により、設計者の佐藤武夫も困惑し納期の関係から急ごしらえを余儀なくされたことが悲劇へとつながった。

## 内装
内装は日本を代表する工業デザイナー剣持勇が担当した。このホテルのラウンジチェア（実際はロビーラウンジではなくメインバーであったマーメードバーに置かれていた）がMOMA（ニューヨーク近代美術館）の永久収蔵品に選定されるなど、剣持勇の担当した内装は評価が高く、剣持の提唱したジャパニーズモダンの様式を体現したホテルであった。しかし、その後の度重なる内装の小変更によって、次第に剣持オリジナルの意匠が薄れていった。
また、前述の強引ともいえる突貫工事の影響により、軽量ブロックなど当時出始めていた新建材を多用せざるを得なかった。それ故に同ホテルはソフト面でのモデルケースとしてだけではなく、後に増大する新建材の実験場ともなっていた。特に和室は世界的なテキスタイルデザイナーであるエバ＝ガデリウスと剣持と共同で壁紙を製作した洋室とは違い、壁等に新建材を多用したためにデザイン面では優れていたものの質感に乏しかったという指摘もある。
結果的に、コンクリートブロックの隙間がモルタルで完全に埋められていなかったり、配管工事用に開けられた穴がきちんと埋め戻されていないなどの手抜き工事が起こり、火災時に建物全体に火が回る一因となった。